# Herbert Plank
Pour les articles homonymes, voir Plank.
Herbert Plank, né le 3 septembre 1954 à Vipiteno, est un ancien skieur alpin italien.

## Palmarès

### Jeux olympiques d'hiver
| Épreuve / Édition   | Descente | Slalom géant | Slalom |
| JO 1976 Innsbruck   | Bronze   | —            | —      |
| JO 1980 Lake Placid | 6e       | —            | —      |

### Championnats du monde
| Épreuve / Édition                    | Descente | Slalom géant | Slalom | Combiné |
| JO 1976 Innsbruck                    | Bronze   | —            | —      | —       |
| Mondiaux 1978 Garmisch-Partenkirchen | 10e      | —            | —      | —       |
| JO 1980 Lake Placid                  | 6e       | —            | —      | —       |

### Coupe du monde
- Meilleur résultat au classement général : 5e en 1978
  - 5 victoires : 5 descentes

#### Saison par saison
- Coupe du monde 1972 :
  - Classement général : 52e
- Coupe du monde 1973 :
  - Classement général : 51e
- Coupe du monde 1974 :
  - Classement général : 9e
    - 1 victoire en descente : Val-d'Isère
- Coupe du monde 1975 :
  - Classement général : 7e
- Coupe du monde 1976 :
  - Classement général : 7e
    - 1 victoire en descente : Wengen I (Arlberg-Kandahar)
- Coupe du monde 1977 :
  - Classement général : 18e
- Coupe du monde 1978 :
  - Classement général : 5e
    - 2 victoires en descente : Val Gardena et Cortina d'Ampezzo
- Coupe du monde 1979 :
  - Classement général : 23e
- Coupe du monde 1980 :
  - Classement général : 8e
    - 1 victoire en descente : Lake Louise (Arlberg-Kandahar)
- Coupe du monde 1981 :
  - Classement général : 27e

### Arlberg-Kandahar
- K de diamant
  - Vainqueur des descentes 1976 à Wengen et 1980 à Lake Louise